# Cecilio Domínguez
Cecilio Andrés Domínguez Ruiz (ur. 11 sierpnia 1994 w Asunción) – paragwajski piłkarz występujący na pozycji skrzydłowego lub ofensywnego pomocnika, reprezentant Paragwaju, od 2023 roku zawodnik Cerro Porteño.